# قاي ميلاميد (لاعب كرة قدم)
قاي ميلاميد (بالعبرية: גיא מלמד‏) هو لاعب كرة قدم إسرائيلي في مركز الهجوم، ولد في 21 ديسمبر 1992 في رعنانا في إسرائيل. لعب مع مكابي بتاح تكفا.

## وصلات خارجية
- قاي ميلاميد (لاعب كرة قدم) على موقع قاعدة بيانات كرة القدم.إي يو (الإنجليزية)
- قاي ميلاميد (لاعب كرة قدم) على موقع Soccerway.com (الإنجليزية)
- قاي ميلاميد (لاعب كرة قدم) على موقع عالم كرة القدم.نت (الإنجليزية)